# Квебекская партия
Квебекская партия (фр. Parti québécois; в простонародье — «пекисты» (фр. les péquistes), сокр. от PQ) — вторая по значимости политическая партия провинции Квебек (Канада). Имеет в качестве курса национал-сепаратистские идеалы: государственный суверенитет Квебека, сохранение французского языка и культуры квебекского народа. В провинции партия была у власти в период национального подъёма в 1976—1985, затем в 1994—2003 и в 2012—2014 годах. При её непосредственном участии были организованы два референдума по вопросу независимости Квебека. После первого референдума — 20 августа 1980 года — за суверенитет выступили 40 % избирателей. После второго — 30 октября 1995 — за проголосовало уже 49,8 % участвовавших, явка превысила 90 %. За высказалось 60 % франко-квебекцев, против — 40 %. Однако, из-за того что большинство англо-квебекцев и аллофонов, за исключением испано-, креоло- и арабоязычных групп выступили против, победили противники независимости, набравшие 50,2 % голосов.
Важным достижением партии 26 июля 1977 года стала другая инициатива Квебекской партии (составлявшую тогда абсолютное большинство), благодаря которой Национальная ассамблея провинции (то есть её парламент) утвердил так называемый «Закон 101», больше известный как Хартия французского языка).

## История
Партия образовалась 11 октября 1968 года в результате объединения движения за суверенитет, ассоциации (фр. Mouvement Souveraineté-Association (MSA)) Рене Левека и Национального объединения (фр. Ralliement national (RN)) Жиля Грегуара (фр. Gilles Grégoire). 29 апреля 1970 года новая партия впервые приняла участие в парламентских выборах в Квебеке. Непосредственным прародителем Квебекской партии можно считать молодёжное активистское движение организации «Фронт освобождения Квебека», активное во второй половине 1960-х годов.
Однако, главная цель партии — добиться политической, экономической, социальной и культурно-языковой независимости Квебека достигнута лишь частично.

## Отношения партии с Квебекским блоком
Иностранцы зачастую путают Квебекскую партию с Квебекским блоком (фр. Bloc québécois). Квебекская партия действует на уровне провинции Квебек, а Квебекский блок — это фактически её же несколько «смягчённый» эквивалент, но уже на федеральном уровне. Основанный 15 июня 1991 года, Квебекский блок, будучи федеральной партией теоретически не может распространять идеи сепаратизма Канады, но фактически склоняется к этому. Его основная цель — защищать интересы провинции Квебек, и, шире, франкоязычных канадцев в федеральном парламенте Канады. Обе партии, тем не менее, формально независимы друг от друга. «Слева» Квебекский блок и Квебекскую партию критикует «Солидарный Квебек» — широкая социалистическая партия, также выступающая за самоопределение провинции.

## Отношения с национальными меньшинствами
Как и любую другую националистическую партию, Квебекскую также часто обвиняют в шовинизме и желании создать этноцентричное государство для коренных франкоязычных квебекцвев. К подобным методам пропаганды зачастую прибегает англоязычная пресса Канады и многие политики-англофоны, пытающиеся настроить новых иммигрантов в провинции проканадски и предотвратить их ассимиляцию во франкоязычную среду, а следовательно, и не давать свою поддержку сепаратистской партии.
Именно поэтому одна из главных целей Квебекской партии — интеграция новых иммигрантов во франкоязычное большинство.
Политика Квебекской партии в отношении французского языка, и неприятие английского, а также отсутствие выбора у детей иммигрантов, которые по закону обязаны посещать только франкоязычные школы, часто трактуются англофонами как «фашизм».

## Результаты на выборах
На выборах 26 марта 2007 года Квебекская партия получила лишь 28,32 % голосов и 36 депутатских мандатов в Национальном собрании и заняла лишь третье место в провинции после Либеральной партии Квебека и Демократической партии Квебека. Это был наихудший результат партии с 1973 года. Главный оплот партии по-прежнему сельские регионы северного и восточного Квебека, в особенности район Сагеней, озеро Сен-Жан. Новости о частичном признании независимости Косова воодушевили членов партии. Известно, однако, что США, поддержавшее косоваров, в целом негативно относятся к независимости Квебека.
Победила на выборах в Национальное собрание Квебека, состоявшихся 4 сентября 2012, получила 54 места из 125, набрав 31,95 % голосов избирателей, сформировала правительство меньшинства.
На выборах в апреле 2014 Квебекская партия получила 30 мест, набрав 25,38 % голосов.

## Лидеры Квебекской партии
| Имя                     | Франц.                   | Период                      |
| ----------------------- | ------------------------ | --------------------------- |
| Рене Левек              | René Lévesque            | 1968—1985                   |
| Пьер-Марк Джонсон       | Pierre-Marc Johnson      | 1985—1987                   |
| Жак Паризо              | Jacques Parizeau         | 1988—1996                   |
| Люсьен Бушар            | Lucien Bouchard          | 1996—2001                   |
| Бернар Ландри           | Bernard Landry           | 2001—2005                   |
| Андре Буаклер           | André Boisclair          | 2005—2007                   |
| Жандрон, Франсуа (и.о.) | François Gendron         | май — июнь 2007             |
| Полин Маруа             | Pauline Marois           | 26 июня 2007 — апрель 2014  |
| Стефан Бедар (и. о.)    | Stéphane Bédard          | с апреля 2014               |
| Пьер Карл Пеладо        | Pierre Karl Péladeau     | май 2015 — май 2016         |
| Жан-Франсуа Лизе        | Jean-François Lisée      | октябрь 2016 — октябрь 2018 |
| Пол Сент-Пьер Пламондон | Paul St-Pierre Plamondon | с октября 2020              |

## Известные члены
- Джемиля Бенабиб